# Masmuda
Masmuda – jedno z trzech największych konfederacji plemion berberyjskich w Maghrebie. Pozostałe to Sanhadża i Zenata. Zamieszkiwali głównie rejony dzisiejszego Maroka. W większości były to plemiona osiadłe z rozwiniętym rolnictwem.
Z jednego z plemion Masmuda wywodził się Ibn Tumart, założyciel ruchu Almohadów.